# Down to a Sunless Sea
Down to a Sunless Sea é um livro de romance pós-apocalíptico de 1979 escrito por David Graham. A história conta sobre um avião carregando pessoas durante e após uma guerra nuclear, ambientado em um futuro próximo, onde os EUA estão criticamente carentes de petróleo. O título do livro foi tirado de um trecho do poema Kubla Khan de Samuel Taylor Coleridge.
Lin Carter escreveu um romance de fantasia com o mesmo título (ISBN 978-1-4344-9797-0), também derivado do mesmo poema de Coleridge.  

## Enredo
A história é contada na perspectiva de Jonah Scott, um piloto britânico da fictícia companhia aérea Air Britain, que chegou à Nova Iorque em seu vôo regular de Londres. Os Estados Unidos entraram em colapso depois de esgotarem quase todas as suas reservas de petróleo e o colapso do dólar.
Durante a noite, Jonah e o superintendente e guarda do apartamento, John Capel, devem lutar contra ladrões armados disfarçados de policiais militares em busca da comida que Jonah e a comissária de bordo Kate Monahan trouxeram com eles. Capel está ferido, mas Kate consegue limpar e curar o ferimento. Jonah se oferece para ajudar Capel e a namorada recém-órfã, Nikki, de um de seus tripulantes a viajar ilegalmente para Londres a bordo de sua aeronave, a fim de escapar da anarquia que se abateu sobre os EUA.
Pouco depois da decolagem de Nova Iorque, Jonah é informado de que Israel atacou Beirute, Damasco e Cairo com armas nucleares em retaliação ao envenenamento radioativo do abastecimento de água de Tel Aviv.
O ataque de Israel desencadeou um holocausto nuclear global enquanto o avião estava a caminho de Londres, com a União Soviética e a China atacando os EUA e seus aliados. Quatro diplomatas soviéticos a bordo tentam sequestrar o avião, mas são mortos.
Incapazes de seguir para a Europa devido ao fato de ter sofrido ataques nucleares, ou retornar à também atacada Nova Iorque, a tripulação tenta encontrar um local para pousar seu avião. Eles conseguem permissão para pousar em Funchal, mas o aeroporto é destruído pela colisão de um voo da El Al e de um piloto desesperado que desobedeceu às instruções.
Jonah e sua tripulação se perguntam se pousariam em uma ilha do arquipélago de Açores com a ajuda de Juan, um residente local que os contatou por meio de um rádio amador. Jonah avista uma base da OTAN, a Base Aérea das Lajes, que está quase toda intacta. Jonah e os cientistas nucleares que estão a bordo deduzem que os soviéticos precisavam de Lajes intactas e, portanto, atacaram com uma bomba de nêutrons de curta duração para ocupá-la. Jonah pousa o avião na base.
Embora seguros por enquanto, os níveis crescentes de precipitação radioativa da Europa exigem que eles evacuem, e eles decidem voar para a Antártica. Eles não têm certeza de quantos passageiros podem levar e de quantos suprimentos precisam levar. Jonah e os soldados do SAE a bordo conseguem reativar o radar da base e usar as máquinas de teletipo para fazer contato com um oficial da marinha britânica nas Ilhas Malvinas, que conseguiu se proteger e confirma com a base antártica de McMurdo a existência de provisões suficientes, além de um reator nuclear para aquecimento. Ele morre rapidamente.
Um cargueiro soviético Antonov pousa em Lajes. Inicialmente suspeito de ser um grupo de desembarque soviético para garantir a crucial base da força aérea no meio do Atlântico, ele transportava duas mulheres da Força Aérea Soviética e um grande número de refugiados civis. Na manhã seguinte, ambas as aeronaves, totalmente abastecidas e carregando o máximo de combustível extra possível, voam para a Antártica. Quando o Antonov não consegue atingir a altitude necessária para sobrevoar o cinturão mundial de radiação quente (com o peso da carga, passageiros e combustível), cinquenta voluntários soviéticos se sacrificam pulando do avião.
Logo após os personagens chegarem em McMurdo, percebe-se que o eixo de inclinação da Terra está sendo alterado pelas inúmeras explosões nucleares. Existem dois finais diferentes, que sugerem ou uma morte radioativa para todos os sobreviventes com uma reviravolta teológica, ou que, sem o avanço polar da radiação, uma chance para os quase mil sobreviventes reconstruírem o mundo.

## Filme
Aparentemente, uma adaptação para o cinema está em desenvolvimento, de acordo com o IMDB. No filme, um Airbus A-380 com 600 passageiros em um vôo de Los Angeles à Tóquio está em vôo quando a guerra nuclear estoura. O filme possivelmente será estrelado por Morgan Freeman.